# Объект 112
Объект 112 — опытный советский средний танк межвоенного периода. Спроектирован в 1937 году в конструкторском бюро ленинградского Кировского завода под руководством Ж. Я. Котина. Представлял собой модернизацию среднего танка Т-28 с использованием подвески по типу тяжёлого танка Т-35 и рядом других усовершенствований. Не вышел из стадии проектирования, хотя, по некоторым данным, в 1938 году один из серийных танков Т-28 был переоборудован по схеме «Объекта 112» и прошёл полигонные испытания.

## История создания
Начиная с 1933 года, в распоряжение РККА поступали трехбашенные средние танки Т-28, являвшиеся не только первыми серийными средними танками СССР, но и самыми мощными средними танками первой половины 1930-х годов. Однако с постепенным развитием танкостроительной мысли, Т-28, сохраняя техническое превосходство над своими зарубежными аналогами, начали морально устаревать. Правда, в 1937 году данное устаревание ещё не было принципиальным, но военные уже предъявляли к «двадцать восьмому» ряд претензий. Основными среди них можно считать противопульное бронирование и недостаточную мощь артиллерийского вооружения, но эти требования являлись для военных, в сущности, перманентными. Кроме того, АБТУ РККА неоднократно указывало на высокую стоимость и сложность машины в производстве. Наконец, и те, и другие отмечали некоторые специфические недостатки Т-28, в частности, несовершенство ходовой части, которая не показывала требуемой надёжности, особенно на танках первых серий. Она быстро изнашивалась: лопались рессоры, выходили из строя детали подвески, ломались шестерни бортовых передач. Танки с трудом проходили приёмо-сдаточный пробег, а затем на завод начинал поступать поток рекламаций из войск. Благодаря ряду переделок и улучшений, внесённых в конструкцию машины по ходу её производства (в частности, усиление амортизаторов ходовых тележек, применение опорных катков с внутренней амортизацией, постоянное совершенствование агрегатов двигателя и трансмиссии), недостатки танка были существенно снижены, но устранить их полностью так и не удалось.
Обобщив имевшиеся претензии и пожелания, главный инженер танкового КБ Кировского завода Ж. Я. Котин предложил модернизировать Т-28 с тем, чтобы повысить надёжность танка и максимально упростить его конструкцию, сделав более пригодным для массового производства — пока на смену «двадцать восьмым» не придут машины новых типов. Предложения Котина в главном сводились к следующим пунктам:
1. отказаться от пулемётных башен, перейдя к однобашенной компоновке;
2. переработать трансмиссию, сократив таким образом длину танка на 500-600 мм;
3. усилить бронирование, доведя толщину бортовых бронелистов до 40-42 мм, а лба корпуса и щитка водителя – до 70 мм;
4. установить длинноствольную 76,2-мм пушку или орудие бо́льшего калибра;
5. улучшить подвеску танка, использовав практически в готовом виде тележки технически удачной подвески тяжёлого танка Т-35.

Указанные изменения позволили бы модернизированному Т-28 заметно улучшить показатели подвижности, выдерживать попадания снарядов противотанковых орудий калибра до 37 мм включительно на всех дистанциях, а также добиться удовлетворительной надёжности ходовой части. При этом на танке сохранялся бы прежний боекомплект, а стоимость выпуска танков могла бы быть ощутимо снижена.
В начале 1938 года проект был подан разработчиками на рассмотрение в АБТУ, при этом отмечалось, что к серийному выпуску нового танка можно будет приступить уже в следующем году. Проект, видимо, получил предварительное одобрение военных, поскольку через несколько дней Котин подписал к принятию чертежи танка «Объект 112».

## Описание конструкции
Хотя изначально предусматривалась достаточно радикальная модернизация Т-28, реализовать все указанные выше изменения и нововведения не удалось. В частности, трёхбашенная компоновочная схема была сохранена, равно, как и вооружение танка, оставшееся на уровне базовой модели. Двигатель и трансмиссия также оставались без изменений, хотя, по ряду данных, удалось несколько уменьшить длину базового танка. По сути, главным отличием «Объекта 112» от Т-28 была изменённая подвеска, использовавшая в почти готовом виде тележки подвески тяжёлого танка Т-35. Некоторые изменения были вызваны, главным образом, ощутимым различием в метрических размерах между 7-метровым Т-28 и почти десятиметровым Т-35. В частности, уменьшилось расстояние между опорными катками, сократилось число поддерживающих катков, удалось отказаться от натяжных роликов между направляющими колёсами и передними опорными катками.
Таким образом, новая подвеска являлась блокированной, по два катка в тележке; подрессоривание — двумя спиральными пружинами. Ходовая часть прикрывалась 10-мм броневыми экранами. Гусеничный движитель состоял из восьми (на каждый борт) обрезиненных опорных катков малого диаметра, четырёх поддерживающих катков с резиновыми шинами (вместо шести у Т-35), направляющих колёс с винтовым механизмом натяжения гусениц, ведущих задних колёс со съёмными зубчатыми венцами и мелкозвенчатых гусеничных цепей со скелетообразными траками и открытым шарниром. Траки соединялись пальцами, стопорящимися с помощью шплинтов.

## Испытания машины
Не совсем понятно, дошёл ли проект «Объекта 112» до стадии воплощения в металле. По ряду данных, в 1938 году Т-28 с заводским номером 1552 был переоборудован по схеме «Объекта 112» — подвеска танка была заменена на новую, аналогичную таковой у Т-35, а также была установлена усовершенствованная система охлаждения двигателя с новой конструкцией трубчатых оребрённых алюминиевых радиаторов. При этом, строго говоря, опытная машина не являлась в чистом виде «Объектом 112», так как иные изменения (такие, как переделка трансмиссии и уменьшение длины корпуса) в конструкцию танка не вносились. Задачей его создания была, видимо, оценка работоспособности подвески Т-35 на Т-28. В том же году переоборудованный танк прошёл полигонные испытания, однако их результаты в источниках не упоминаются. Позднее, в 1939 году, Т-28 № 1552 снова использовался для испытания новой подвески, на этот раз — торсионной.

## Оценка проекта
Несмотря на общее одобрение АБТУ, дальнейшего развития проект не получил. Использование технически удачной подвески Т-35 на «двадцать восьмом» позволило повысить надёжность ходовой части, но всё же качественного скачка в характеристиках Т-28 посредством подобной модернизации достичь не удалось. При этом по основным параметрам «Объект 112» уже не вписывался в новую систему бронетанкового вооружения, принятую в 1938 году.
При этом характерно, что, как уже упоминалось выше, совмещение подвески Т-35 с корпусом Т-28 было не единственной попыткой улучшить ходовую часть базового танка. В начале 1939 года на этом же танке испытывалась перспективная торсионная подвеска. Правда, основной задачей данных испытаний являлась не модернизация Т-28, а проверка работоспособности механизмов торсионной подвески, предполагавшейся к применению на перспективном тяжёлом танке СМК. Испытания показали общую надёжность работы торсионной подвески, которая в доработанном виде была применена на экспериментальных танках СМК и КВ. Кроме того, торсионная подвеска была рекомендована для применения при постройке новых Т-28, однако в производстве Т-28 с торсионной подвеской по ряду причин так и не были освоены. Возможно, одной из причин сворачивания работ как по «Объекту 112», так и по Т-28 с торсионной подвеской являлись уже начавшиеся работы по танкам следующего поколения — таковыми, в частности, были уже упоминавшийся тяжёлый СМК, средний Т-111 и лёгкий А-20. Эпоха многобашенных танков близилась в завершению, и, хотя они продолжали выпускаться и всё ещё оставались грозными боевыми машинами, основные проектно-конструкторские работы были сосредоточены на более перспективных схемах.